# Anna de Diesbach
'Anna de Diesbach' est un cultivar de rosier obtenu en 1849 par le rosiériste français François Lacharme, baptisé et mis au commerce en novembre 1858,. Il est dédié à Anna de Diesbach (1844-1929), fille d'une aristocrate fribourgeoise amatrice de roses, la comtesse de Diesbach,, dont Lacharme s'occupait de la roseraie de sa « villa Diesbach » à Nice et qui initia la jeune fille à la culture des roses . Ce rosier est issu d'un semis inconnu et d'un pollen de la 'Rose de la Reine' (Laffay, 1841).

## Description
Il s'agit d'un arbuste érigé pouvant atteindre 120 cm (plus de 200 cm sous un climat doux) aux aiguillons crochus et nombreux et au feuillage touffu, vert moyen. Les fleurs de cet hybride remontant sont très grosses (10 à 12 cm), globulaires, pleines (40 pétales), de couleur rose vif, au cœur plus foncé avec des pétales chiffonnés au centre. Les pétioles, d'un vert glauque,  sont forts et longs, ce qui favorise une bonne tenue. La floraison est légèrement remontante. C'est un rosier très rustique et vigoureux résistant à des températures de -20. Il faut le tailler après la floraison, puis avant la fin de l'hiver et le soigner contre les maladies du rosier.
Ce rosier ancien est célèbre chez les amateurs de roses historiques et présent dans les roseraies de nombreux pays. Il est largement commercialisé. 
Il fait merveille dans les massifs et pour former des haies.

## Descendance
'Anna de Diesbach' a donné naissance à plusieurs variétés fameuses dont:
- 'Paul Neyron' (Levet, 1867), par croisement avec 'Victor Verdier' (Lacharme, 1859)
- 'Princesse Marie Dolgorouky' (Gonod, 1879)